# Evangelisch-Lutherisches Dekanat Donauwörth
Das Evangelisch-Lutherische Dekanat Donauwörth war bis 2024 einer der damals sieben Dekanatsbezirke des Kirchenkreises Augsburg in der Evangelisch-Lutherischen Kirche in Bayern. Der Dekanatsbezirk wurde zuletzt von Dekan Frank Wagner geleitet. Die drei Dekanate im Landkreis Donau-Ries, Donauwörth, Nördlingen und Oettingen sind am 1. Januar 2025 zum Dekanat Donau-Ries fusioniert.

## Geschichte

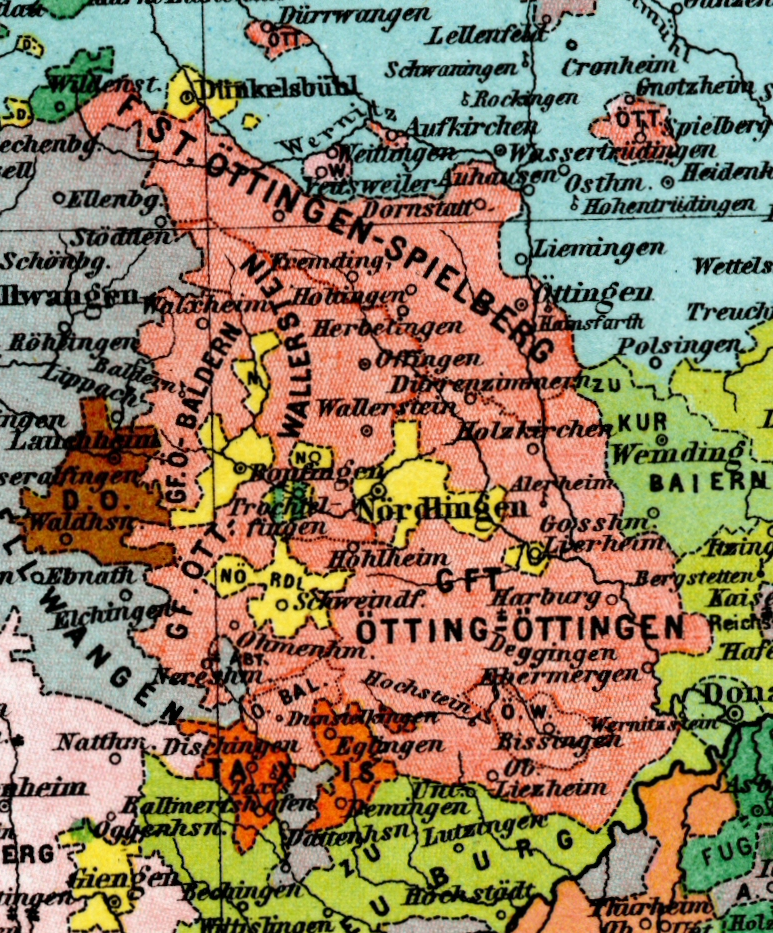
Die Grafschaften Oettingen

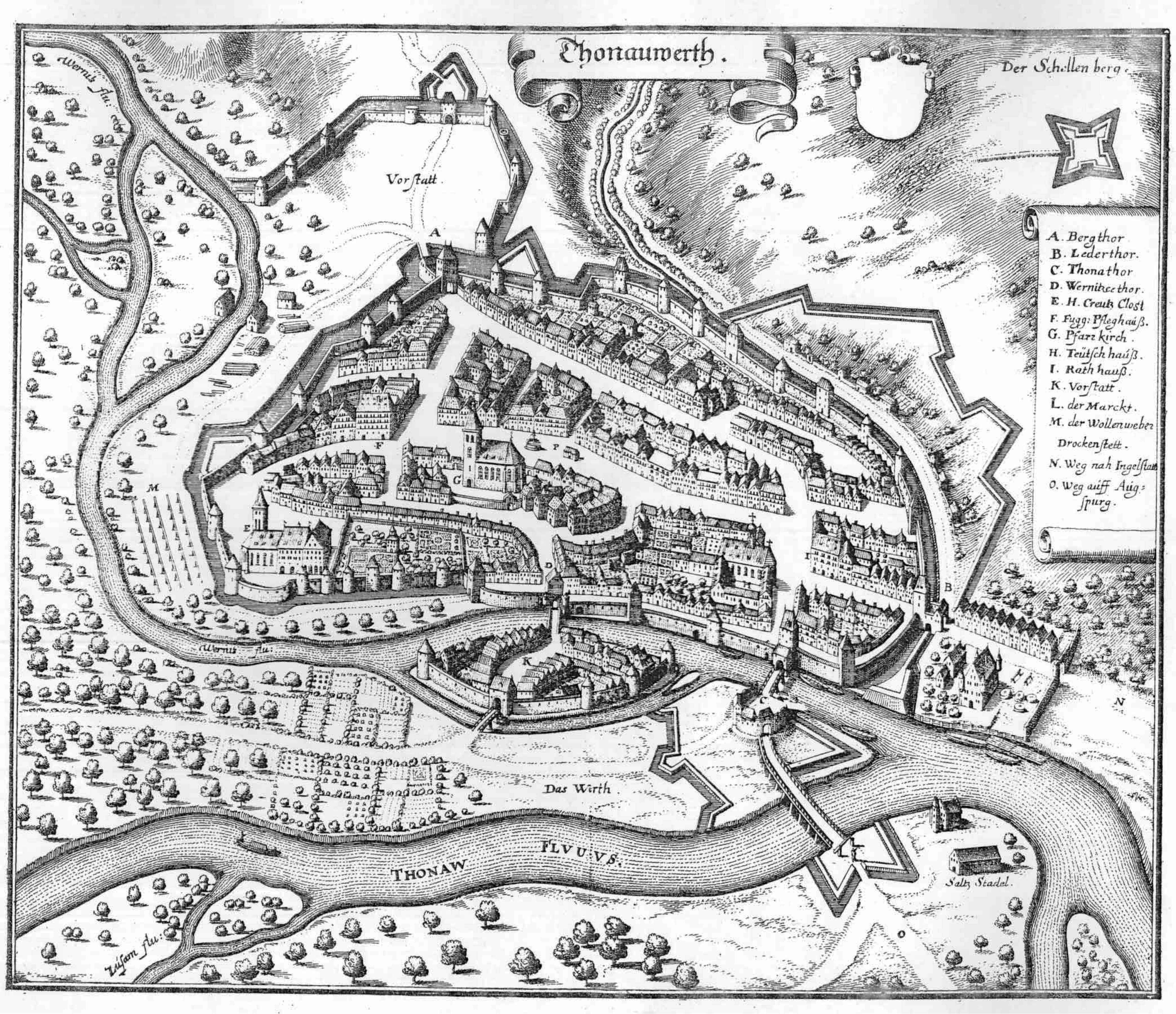
Donauwörth 1657

### Pfarreien und Gemeinden
Die evangelische Traditionen reicht in allen Gemeinden, mit Ausnahme der 1925 gegründeten Diasporagemeinde Rain, bis in die Reformationszeit zurück.

#### Das Haus Oettingen
Seit etwa 1140 nennt sich ein edelfreies Geschlecht nach dem bis dahin unbedeutenden Dorf Oettingen am Riesrand. Bereits im selben Jahrzehnt führen sie den Grafentitel. Über Jahrhunderte konnte das Geschlecht der Oettingen bis zum Übergang an Bayern 1806 eine fast geschlossenes Territorium im Riesraum erwerben. Es fanden immer wieder Erbteilungen und Gebietszusammenführungen statt. Im Jahr 1410 fand eine sehr weit reichenden Teilung der Gesamtgrafschaft in die Linien Oettingen und Spielberg und Wallerstein statt. 1493 wurde das Spielberger Drittel aufgeteilt und die die beiden Linien Oettingen-Oettingen und Oettingen-Wallerstein endgültig begründet. Oettingen-Oettingen beherrschte im Wesentlichen das östliche Ries sowie die nördlichen und südlichen Riesränder. Nach dem Tod von Wolfgang I. fand eine Aufteilung unter den Söhnen Karl Wolfgang und Ludwig XV. statt. Beide wandten sich der Reformation zu und säkularisierten die Klöster in ihrem Herrschaftsgebiet. Nach langen innerfamiliären Auseinandersetzungen wurde 1539 endgültig verbindlich die evangelische Lehre eingeführt. Nach dem Augsburger Religionsfrieden wurde durch Ludwig XVI. zu Oettingen eine eigene Landeskirche aufgebaut.
In der Grafschaft Oettingen-Oettingen wurde in folgenden Orten die Reformation eingeführt: 1530 Alerheim, 1555 Appetshofen, um 1540 Brachstadt (bestritten durch Kloster Kaisheim, erst 1667 vollständig ev.), 1539/1563 Bühl im Ries, 1540 Ebermergen, 1524/1539 Harburg, 1524/1539 Heroldingen, 1539 Großsorheim, 1558 Kleinsorheim, 1539 Mauren, 1557 Mönchsdeggingen (Kloster gehört Oettingen-Wallerstein und bleibt bestehen), 1555 Oppertshofen, 1558 Rudelstetten, 1540 Schaffhausen, 1557 Untermagerbein und 1610 Wörnitzostheim.

#### Reichsstadt Donauwörth
In der Reichsstadt Schwäbisch-Wörth (heute: Donauwörth) wurde 1544 erstmals mit Wolfgang Mäußlin gen. Musculus ein evangelischer Prediger bestellt. Ende des 16. Jahrhunderts waren nur noch die Angehörigen des Klosters Heilig Kreuz katholisch. Ab 1600 nahmen die gegenseitigen Provokationen zwischen Stadt und Kloster zu. Nach dem Kreuz- und Fahnengefecht in den Jahren 1606 und 1607 wurde am 3. August 1607 die Reichsacht über die Stadt erklärt. Woraufhin der bayerische Herzog Maximilian I. im November des Jahres mit einer übermächtigen Streitmacht auftauchte und die Stadt dauerhaft in Pfandbesitz nahm, was einer Annektierung entsprach. Unter Missachtung der Reichsfreiheit der Stadt und des Augsburger Religionsfriedens wurde die Stadt durch Jesuiten rekatholisiert. Erst im Jahr 1860 wurde wieder eine evangelische Gemeinde gegründet.

### Dekanat
Die oettingsche Superintendentur Harburg entstand 1563 aus der Superintendentur Ebermergen. In der bayerischen Zeit am 7. Dezember 1810 ging die Superintendentur in ein Dekanat über. Zeitgleich gingen die Superintendentur Mönchsdeggingen und Hohenaltheim im Dekanat Harburg auf. Am 6. August 1826 wurde das Dekanat in Ebermergen umbenannt. Der Dekanatsitz wurde in den 70er Jahren von Ebermergen nach Donauwörth verlegt und entsprechend umbenannt. Mit dem 31. Dezember 2024 endet durch die Neugründung des Dekanates Donau-Ries das Dekanat Donauwörth.

## Kirchengemeinden
Zum Zeitpunkt der Auflösung gehörten zum Dekanatsbezirk Donauwörth neun Kirchengemeinden.
- Alerheim-Bühl-Rudelstetten-Wörnitzostheim
  - St. Stephan, St. Maria, St. Ulrich, St. Maria und Anna
- Donauwörth
  - Christuskirche, Heilig-Geist-Kirche in Asbach-Bäumenheim
- Ebermergen-Mauren
  - St. Peter und Paul, St. Walburga
- Harburg-Schaffhausen
  - St. Barbara und Schlosskirche St. Michael in Harburg, St. Lorenz in Schaffhausen
- Heroldingen-Appetshofen
  - St. Martin, St. Jakobus
- Kleinsorheim und Großsorheim
  - St. Andreas, St. Gallus
- Mönchsdeggingen-Untermagerbein
  - St. Georg, St. Nikolaus
- Oppertshofen-Brachstadt
  - St. Blasius, Maria-Magdalena-Kirche
- Rain am Lech
  - St. Michael